# Țipăul Mare
Țipăul Mare je lijevi pritok rijeke Zăbale u Rumunjskoj.  Ulijeva se u Zăbalu kod Spulbera. Duljina joj je 9 km, a površina porječja 22 km2.